# Museo Bauhaus de Dessau
El Museo Bauhaus de Dessau es un museo dedicado a la Escuela de la Bauhaus ubicado en Dessau, Alemania. La colección del museo, con más de 49,000 objetos, es la segunda más grande de piezas relacionados con la Bauhaus en el mundo. Inaugurado en 2019, es operado por la Fundación Bauhaus Dessau.
El edificio del museo fue diseñado por el estudio de arquitectura español Addenda Architects. Su piso del atrio inferior alberga exposiciones temporales, mientras que el piso superior está dedicado a la colección permanente.